# Hempala Jayasuriya
Hempala Premachandra „Henry” Jayasuriya (ur. w 1930 w Puttalam) – cejloński bokser, olimpijczyk. Jego brat Chandrasena również był bokserem.
Najprawdopodobniej zdobył srebrny medal w wadze koguciej podczas Igrzysk Azjatyckich 1954.
Brał udział w igrzyskach olimpijskich w Melbourne (1956), gdzie wystąpił w wadze koguciej. W pierwszym pojedynku przegrał na punkty z reprezentantem gospodarzy, Bobbym Bathem.